# Diskografija singlova Madonne
Diskografija singlova američke pjevačice Madonne sadrži 75 službenih singlova, 9 promotivnih singlova te 13 gostujućih singlova. Madonna je 1982. potpisala ugovor s diskografskom kućom Sire Records koja se nalazila u velikoj obitelji Warner Bros. Recordsa. Prva dva singla je izdala prije nego što je snimljen debitantski album Madonna. Prvi singl "Everybody" je izdan 6. listopada 1982. i bio je veliki dance hit s 3. mjestom na Billboardovoj Hot Dance Club Play ljestvici, ali bez ulaza na Hot 100 ljestvicu. Prvi ulaz na glavnu američku ljestvicu je napravila s trećim singlom "Holiday" koji je dospio na 16. mjesto. S debitantskog albuma je imala još dva singla, "Borderline" i "Lucky Star" koji su oboje ušli u Top 10 Hot 100 ljestvice. Sljedeće godine izdaje pjesmu "Like a Virgin" koja dolazi na 1. mjesto u SAD-u, Kanadi i Australiji. To je bio prvi Madonnin broj 1 na američkoj listi, a na vrhu je proveo šest tjedana. Album Like a Virgin je izbacio još tri Top 5 singlova: "Material Girl", Angel" i "Dress You Up". 1985. Madonna izdaje drugi američki broj 1, pjesmu "Crazy for You" i prvi britanski broj 1, "Into the Groove", oba kao pjesme sa soundtracka. Madonna 1986. izdaje treći album True Blue s kojega dolaze tri nova broja 1: "Live to Tell", Papa Don't Preach" i Open Your Heart". Ostala dva singla s albuma, "True Blue" i "La Isla Bonita" su bili još jedni Top 5 singlovi. Sljedeće godine izlazi još jedan broj 1, "Who's That Girl" s istoimenog soundtracka. Izdavanjem pjesme "Like a Prayer" 1989. s istoimenog albuma i plasmanom na 1. mjesto, Madonna postaje prvi umjetnik sa sedam brojeva 1 u 1980-ima, i ženski izvođač s najviše takvih singlova. Album je izbacio još tri Top 10 singlova: "Express Yourself", "Cherish" i Keep It Together". Na kraju desetljeća bila je drugi izvođač, nakon Michael Jacksona s najviše brojeva 1.
Godine 1990. Madonna izdaje soundtrack I'm Breathless i prvi singl s albuma, "Vogue". Pjesma je bila veliki svjetski hit s 1. mjestom u SAD-u, Australiji, Kanadi i Ujedinjenom Kraljevstvu. Iste godine pjesma "Justify My Love" postaje deveti američki broj 1, a sljedeće godine pjesma "This Used to Be My Playground" postaje deseti broj 1 na Hot 100 ljestvici. Iste godine izaje peti studijski album Erotica ali bez singla koji je dospio na vrh američke liste. Pjesme "Erotica" i "Deeper and Deeper" su bili Top 10 singlovi. 1995. Madonna izdaje njezin najuspješniji singl na američkoj ljestvici, "Take a Bow" s albuma Bedtime Stories. Singl je na vrhu ljestvice proveo sedam tjedana što je duže od bilo kojeg drugog Madonninog singla. Iz ovog perioda su unutar Top 10 ušle pjesme "Secret" (1994.), "You'll See" (1995.) i "Don't Cry for Me Argentina" (1996.). Pjesma "Frozen" s albuma Ray of Light je bio prvi Madonnin singl koji je debitirao na 1. mjestu britanske liste, te prvi singl koji je došao na prvo mjesto nakon 1990. što je označilo njezin veliki povratak. "Ray of Light" je bio Top 10 singl u SAD-u, Ujedinjenom Kraljevstvu, Australiji, Kanadi i Francuskoj.
2000. Madonna je upisala još jedan broj 1 na američkoj Hot 100 ljestvici, dvanaesti po redu, s pjesmom "Music" s istoimenog albuma. S albuma je izdala još dva singla: "Don't Tell Me" i "What It Feels Like for a Girl". "Die Another Day" izdaje 2002. i pjesma postaje još jedan Top 10 singl. 2003. izdaje deveti studijski album American Life s kojeg singlovi nisu doživjeli komercijalni uspjeh, osim najavne pjesme koja je bila svjetski hit. 2005. Madonna se vraća s desetim studijskim albumom Confessions on a Dance Floor i najavnim singlom "Hung Up" koji postaje njezin najveći uspjeh u svijetu. Singl se popeo na 1. mjesto u rekordnih 45 zemalja svijeta. te je time ušao u Guinessovu knjigu rekorda. Ova pjesma je primila platinastu certifikaciju prema RIAA-i, te je postavila Madonnu za vlasnika s najviše singlova sa zlaznom certifikacijom, čak više i od The Beatlesa. Drugi singl s albuma, "Sorry" je bio dvanaesti britanski broj 1. Najavni singl s jedanaestog studijskog albuma Hard Candy, pjesma "4 Minutes" je ulaskom na 3. mjesto Hot 100 ljestvice postavila Madonnu za izvođača s najviše Top 10 singlova u povijesti, i to njih 37 te time prestigla Elvis Presleya. Madonna je trenutno najviše rangiran solo izvođač na Billboardovoj listi "100 najuspješnijih izvođača u povjesti", te je vlasnica najviše brojeva 1 u Ujedinjenom Kraljevstvu od svih ženskih izvođača. Također je najuspješniji izvođač na Billboardovoj Hot Dance Club Play ljestvici s 40 brojeva 1.

### 1980-e
| Naziv                                                     | Godina | Najviša pozicija | Najviša pozicija | Najviša pozicija | Najviša pozicija | Najviša pozicija | Najviša pozicija | Najviša pozicija | Najviša pozicija | Najviša pozicija | Najviša pozicija | Certifikacija                                                                               | Album           |
| Naziv                                                     | Godina | US               | US Dance         | AUS              | AUT              | KAN              | FRA              | NJEM             | ITA              | ŠVI              | UK               | Certifikacija                                                                               | Album           |
| --------------------------------------------------------- | ------ | ---------------- | ---------------- | ---------------- | ---------------- | ---------------- | ---------------- | ---------------- | ---------------- | ---------------- | ---------------- | ------------------------------------------------------------------------------------------- | --------------- |
| "Everybody"[A]                                            | 1982.  | —                | 3                | —                | —                | —                | —                | —                | —                | —                | —                |                                                                                             | Madonna         |
| "Burning Up"[B]                                           | 1983.  | —                | 3                | 13               | —                | —                | —                | —                | —                | —                | —                |                                                                                             | Madonna         |
| "Holiday"[C]                                              | 1983.  | 16               | 1                | 4                | —                | 32               | 37               | 9                | 22               | 18               | 2                | - UK: Zlatna                                                                                | Madonna         |
| "Lucky Star"[D]                                           | 1984.  | 4                | 1                | 36               | —                | 8                | —                | —                | —                | —                | 14               |                                                                                             | Madonna         |
| "Borderline"[E]                                           | 1984.  | 10               | 4                | 12               | —                | 25               | —                | 36               | —                | 23               | 2                | - US: Zlatna - UK: Zlatna                                                                   | Madonna         |
| "Like a Virgin"                                           | 1984.  | 1                | 1                | 1                | 8                | 1                | 8                | 4                | 16               | 9                | 3                | - US: Zlatna - UK: Zlatna                                                                   | Like a Virgin   |
| "Material Girl"                                           | 1985.  | 2                | 1                | 4                | 8                | 4                | 47               | 13               | 18               | 15               | 3                | - UK: Srebrna                                                                               | Like a Virgin   |
| "Crazy for You"[F]                                        | 1985.  | 1                | —                | 1                | 23               | 1                | 47               | 26               | 12               | 16               | 2                | - US: Zlatna - UK: Zlatna                                                                   | Vision Quest    |
| "Angel"                                                   | 1985.  | 5                | 1                | 1                | —                | 5                | —                | 31               | —                | 17               | 5                | - US: Zlatna                                                                                | Like a Virgin   |
| "Into the Groove"[G]                                      | 1985.  | —                | 1                | 1                | 6                | —                | 2                | 3                | 1                | 2                | 1                | - US: Zlatna - FRA: Zlatna - UK: Zlatna                                                     | Like a Virgin   |
| "Dress You Up"                                            | 1985.  | 5                | 3                | 5                | —                | 10               | 18               | 20               | 16               | 20               | 5                | - UK: Srebrna                                                                               | Like a Virgin   |
| "Gambler"                                                 | 1985.  | —                | —                | 10               | —                | —                | 33               | 25               | 3                | 23               | 4                | - UK: Srebrna                                                                               | Vision Quest    |
| "Live to Tell"                                            | 1986.  | 1                | —                | 7                | —                | 1                | 6                | 12               | 1                | 4                | 2                | - FRA: Srebrna - UK: Srebrna                                                                | True Blue       |
| "Papa Don't Preach"                                       | 1986.  | 1                | 4                | 1                | 4                | 1                | 3                | 2                | 1                | 2                | 1                | - US: Zlatna - FRA: Srebrna - UK: Zlatna                                                    | True Blue       |
| "True Blue"                                               | 1986.  | 3                | 6                | 5                | 9                | 1                | 6                | 6                | 4                | 6                | 1                | - US: Zlatna - AUS: Platinasta - FRA: Srebrna - UK: Srebrna                                 | True Blue       |
| "Open Your Heart"                                         | 1986.  | 1                | 1                | 16               | 18               | 8                | 24               | 17               | 6                | 11               | 4                | - UK: Srebrna                                                                               | True Blue       |
| "La Isla Bonita"                                          | 1987.  | 4                | 10               | 6                | 1                | 1                | 1                | 1                | 18               | 1                | 1                | - FRA: Zlatna - NJEM: Zlatna - UK: Srebrna                                                  | True Blue       |
| "Who's That Girl"                                         | 1987.  | 1                | 44               | 7                | 4                | 1                | 2                | 2                | 1                | 2                | 1                | - FRA: Zlatna - UK: Srebrna                                                                 | Who's That Girl |
| "Causing a Commotion"                                     | 1987.  | 2                | 1                | 7                | 14               | 2                | —                | 14               | 4                | 9                | 4                |                                                                                             | Who's That Girl |
| "The Look of Love"                                        | 1987.  | —                | —                | —                | —                | —                | 23               | 34               | —                | 20               | 9                |                                                                                             | Who's That Girl |
| "Spotlight"[H]                                            | 1988.  | —                | 1                | —                | —                | —                | —                | —                | —                | —                | —                |                                                                                             | You Can Dance   |
| "Like a Prayer"                                           | 1989.  | 1                | 1                | 1                | 2                | 1                | 2                | 2                | 1                | 1                | 1                | - US: Platinasta - AUS: Platinasta - FRA: Srebrna - NJEM: Zlatna - ŠVI: Zlatna - UK: Zlatna | Like a Prayer   |
| "Express Yourself"                                        | 1989.  | 2                | 1                | 5                | 5                | 1                | —                | 3                | 1                | 1                | 5                | - US: Zlatna - AUS: Zlatna - UK: Srebrna                                                    | Like a Prayer   |
| "Cherish"                                                 | 1989.  | 2                | —                | 4                | 16               | 1                | 21               | 16               | 3                | 10               | 3                | - AUS: Zlatna                                                                               | Like a Prayer   |
| "Oh Father"[I]                                            | 1989.  | 20               | —                | 59               | —                | 14               | 26               | —                | 6                | —                | 16               |                                                                                             | Like a Prayer   |
| "Dear Jessie"                                             | 1989.  | —                | —                | 51               | 21               | 20               | —                | 19               | —                | 16               | 5                | - UK: Srebrna                                                                               | Like a Prayer   |
| "—" pjesma nije dospjela na ljestvicu ili nije objavljena |        |                  |                  |                  |                  |                  |                  |                  |                  |                  |                  |                                                                                             |                 |

### 1990-e
| Naziv                                                     | Godina | Najviša pozicija | Najviša pozicija | Najviša pozicija | Najviša pozicija | Najviša pozicija | Najviša pozicija | Najviša pozicija | Najviša pozicija | Najviša pozicija | Najviša pozicija | Certifikacije                                                                                        | Album                                 |
| Naziv                                                     | Godina | US               | US Dance         | AUS              | AUT              | KAN              | FRA              | NJEM             | ITA              | ŠVI              | UK               | Certifikacije                                                                                        | Album                                 |
| --------------------------------------------------------- | ------ | ---------------- | ---------------- | ---------------- | ---------------- | ---------------- | ---------------- | ---------------- | ---------------- | ---------------- | ---------------- | --- | ------------------------------------- |
| "Keep It Together"[J]                                     | 1990.  | 8                | 1                | 1                | —                | 8                | —                | —                | 16               | —                | —                | - US: Zlatna                                                                                         | Like a Prayer                         |
| "Vogue"                                                   | 1990.  | 1                | 1                | 1                | 7                | 1                | 9                | 4                | 1                | 2                | 1                | - US: 2× Platinasta - AUS: 2× Platinasta - KAN: Platinasta - FRA: Srebrna - UK: Zlatna               | I'm Breathless                        |
| "Hanky Panky"                                             | 1990.  | 10               | —                | 6                | 20               | 18               | —                | 21               | 4                | 15               | 2                | - US: Zlatna - AUS: Zlatna - UK: Srebrna                                                             | I'm Breathless                        |
| "Justify My Love"                                         | 1990.  | 1                | 1                | 4                | 9                | 1                | 17               | 10               | 2                | 3                | 2                | - US: Platinasta - AUS: Zlatna - KAN: Zlatna - UK: Srebrna                                           | The Immaculate Collection             |
| "Rescue Me"                                               | 1991.  | 9                | 6                | 15               | —                | 7                | 21               | 21               | 12               | 11               | 3                | - US: Zlatna                                                                                         | The Immaculate Collection             |
| "This Used to Be My Playground"                           | 1992.  | 1                | —                | 9                | 11               | 1                | 7                | 6                | 1                | 6                | 3                | - US: Zlatna - AUS: Zlatna - UK: Srebrna                                                             | samostalni singl                      |
| "Erotica"                                                 | 1992.  | 3                | 1                | 4                | 15               | 13               | 23               | 13               | 1                | 8                | 3                | - US: Zlatna - AUS: Zlatna                                                                           | Erotica                               |
| "Deeper and Deeper"                                       | 1992.  | 7                | 1                | 11               | 30               | 2                | 17               | 26               | 1                | 23               | 6                | - AUS: Zlatna                                                                                        | Erotica                               |
| "Bad Girl"                                                | 1993.  | 36               | —                | 32               | —                | 20               | 44               | 47               | 3                | 25               | 10               | | Erotica                               |
| "Fever"                                                   | 1993.  | —                | 1                | 51               | —                | —                | 31               | —                | 12               | —                | 6                | | Erotica                               |
| "Rain"                                                    | 1993.  | 14               | —                | 5                | 24               | 2                | —                | 26               | 9                | 11               | 7                | - AUS: Zlatna                                                                                        | Erotica                               |
| "Bye Bye Baby"                                            | 1993.  | —                | —                | 15               | —                | —                | —                | —                | 7                | 28               | —                | | Erotica                               |
| "I'll Remember"                                           | 1994.  | 2                | —                | 7                | —                | 1                | 40               | 49               | 1                | 17               | 7                | - US: Zlatna - AUS: Zlatna                                                                           | With Honors                           |
| "Secret"                                                  | 1994.  | 3                | 1                | 5                | 11               | 1                | 2                | 29               | 3                | 1                | 5                | - US: Zlatna - AUS: Zlatna - FRA: Srebrna                                                            | Bedtime Stories                       |
| "Take a Bow"                                              | 1994.  | 1                | —                | 15               | 22               | 1                | 25               | 18               | 2                | 8                | 16               | - US: Zlatna                                                                                         | Bedtime Stories                       |
| "Bedtime Story"                                           | 1995.  | 42               | 1                | 5                | —                | 46               | —                | —                | 8                | —                | 4                | | Bedtime Stories                       |
| "Human Nature"                                            | 1995.  | 46               | 2                | 17               | —                | 9                | —                | 50               | 10               | 17               | 8                | | Bedtime Stories                       |
| "You'll See"                                              | 1995.  | 6                | —                | 9                | 5                | 2                | 24               | 15               | 5                | 8                | 5                | - US: Zlatna - AUS: Zlatna - UK: Srebrna                                                             | Something to Remember                 |
| "One More Chance"                                         | 1996.  | —                | —                | 35               | —                | —                | —                | —                | 2                | —                | 11               | | Something to Remember                 |
| "Love Don't Live Here Anymore"[K]                         | 1996.  | 78               | 16               | 27               | —                | 24               | 48               | —                | —                | —                | —                | | Something to Remember                 |
| "You Must Love Me"                                        | 1996.  | 18               | —                | 11               | —                | 11               | 41               | 78               | 4                | 43               | 10               | - US: Zlatna                                                                                         | Evita                                 |
| "Don't Cry for Me Argentina"                              | 1996.  | 8                | 1                | 9                | 3                | 14               | 1                | 3                | 2                | 4                | 3                | - AUS: Zlatna - FRA: Zlatna - NJEM: Zlatna - ŠVI: Zlatna - UK: Srebrna                               | Evita                                 |
| "Another Suitcase in Another Hall"                        | 1997.  | —                | —                | —                | —                | —                | —                | —                | 4                | —                | 7                | | Evita                                 |
| "Frozen"                                                  | 1998.  | 2                | 1                | 5                | 2                | 2                | 2                | 2                | 1                | 2                | 1                | - US: Zlatna - AUS: Zlatna - AUT: Zlatna - FRA: Zlatna - NJEM: Platinasta - ŠVI: Zlatna - UK: Zlatna | Ray of Light                          |
| "Ray of Light"                                            | 1998.  | 5                | 1                | 6                | 31               | 3                | 18               | 28               | 2                | 32               | 2                | - US: Zlatna - AUS: Zlatna - UK: Srebrna                                                             | Ray of Light                          |
| "Drowned World (Substitute for Love)"                     | 1998.  | —                | —                | 16               | 34               | 18               | 42               | 39               | 5                | 31               | 10               | | Ray of Light                          |
| "The Power of Good-Bye"                                   | 1998.  | 11               | —                | 33               | 4                | 6                | 21               | 4                | 8                | 8                | 6                | - AUT: Zlatna - NJEM: Zlatna                                                                         | Ray of Light                          |
| "Nothing Really Matters"                                  | 1999.  | 93               | 1                | 15               | 29               | 6                | 48               | 38               | 7                | 26               | 7                | - UK: Srebrna                                                                                        | Ray of Light                          |
| "Beautiful Stranger"[L]                                   | 1999.  | 19               | 1                | 5                | 14               | 1                | 17               | 13               | 1                | 6                | 2                | - AUS: Zlatna - FRA: Srebrna - UK: Zlatna                                                            | Austin Powers: The Spy Who Shagged Me |
| "—" pjesma nije dospjela na ljestvicu ili nije objavljena |        |                  |                  |                  |                  |                  |                  |                  |                  |                  |                  | |                                       |

### 2000-e
| Naziv                                                     | Godina | Najviša pozicija | Najviša pozicija | Najviša pozicija | Najviša pozicija | Najviša pozicija | Najviša pozicija | Najviša pozicija | Najviša pozicija | Najviša pozicija | Najviša pozicija | Certifikacija | Album                        |
| Naziv                                                     | Godina | US               | US Dance         | AUS              | AUT              | KAN              | FRA              | NJEM             | ITA              | ŠVI              | UK               | Certifikacija | Album                        |
| --------------------------------------------------------- | ------ | ---------------- | ---------------- | ---------------- | ---------------- | ---------------- | ---------------- | ---------------- | ---------------- | ---------------- | ---------------- | --- | ---------------------------- |
| "American Pie"[L]                                         | 2000.  | 29               | 1                | 1                | 3                | 1                | 8                | 1                | 1                | 1                | 1                | - AUS: Zlatna - AUT: Zlatna - FRA: Srebrna - NJEM: Zlatna - ŠVI: Zlatna - UK: Zlatna                                   | Next Best Thing              |
| "Music"                                                   | 2000.  | 1                | 1                | 1                | 5                | 1                | 8                | 2                | 1                | 1                | 1                | - US: Platinasta - AUS: 2× Platinasta - FRA: Zlatna - NJEM: Zlatna - UK: Zlatna                                        | Music                        |
| "Don't Tell Me"                                           | 2000.  | 4                | 1                | 7                | 12               | 1                | 16               | 22               | 1                | 10               | 4                | - US: Zlatna - AUS: Platinasta - FRA: Srebrna                                                                          | Music                        |
| "What It Feels Like for a Girl"                           | 2001.  | 23               | 1                | 6                | 26               | 2                | 40               | 16               | 3                | 11               | 7                | - AUS: Zlatna | Music                        |
| "Die Another Day"                                         | 2002.  | 8                | 1                | 11               | 2                | 1                | 15               | 4                | 1                | 1                | 3                | - AUS: Zlatna - KAN: 2× Platinasta - FRA: Srebrna                                                                      | Die Another Day              |
| "American Life"                                           | 2003.  | 37               | 1                | 7                | 7                | 1                | 10               | 10               | 1                | 1                | 2                | - AUS: Zlatna - FRA: Srebrna                                                                                           | American Life                |
| "Hollywood"[M]                                            | 2003.  | —                | 1                | 16               | 34               | 5                | 22               | 21               | 2                | 2                | 2                | | American Life                |
| "Me Against the Music" (Britney Spears feat. Madonna)     | 2003.  | 35               | 1                | 1                | 12               | 3                | 11               | 5                | 1                | 4                | 2                | - AUS: Platinasta | In the Zone                  |
| "Nothing Fails"[N]                                        | 2003.  | —                | 1                | —                | 51               | 7                | 34               | 36               | 7                | 41               | —                | | American Life                |
| "Love Profusion"[O]                                       | 2004.  | —                | 1                | 25               | —                | 3                | 25               | —                | 5                | 31               | 11               | | American Life                |
| "Hung Up"                                                 | 2005.  | 7                | 1                | 1                | 1                | 1                | 1                | 1                | 1                | 1                | 1                | - US: Platinasta - AUS: Platinasta - FRA: Zlatna - KAN: 2× Platinasta - NJEM: 3× Zlatna - ŠVI: Zlatna - UK: Platinasta | Confessions on a Dance Floor |
| "Sorry"                                                   | 2006.  | 58               | 1                | 4                | 8                | 2                | 5                | 5                | 1                | 4                | 1                | - KAN: Zlatna - UK: Srebrna                                                                                            | Confessions on a Dance Floor |
| "Get Together"[P]                                         | 2006.  | —                | 1                | 13               | 35               | 4                | 26               | 28               | 2                | 24               | 7                | | Confessions on a Dance Floor |
| "Jump"[P]                                                 | 2006.  | —                | 1                | 29               | 20               | 7                | —                | 23               | 1                | 21               | 9                | | Confessions on a Dance Floor |
| "4 Minutes" (feat. Justin Timberlake)                     | 2008.  | 3                | 1                | 1                | 2                | 1                | 2                | 1                | 1                | 1                | 1                | - US: 2× Platinasta - AUS: Platinasta - ITA: Platinasta - NJEM: Platinasta - UK: Zlatna                                | Hard Candy                   |
| "Give It 2 Me"                                            | 2008.  | 57               | 1                | 23               | 10               | 8                | 5                | 8                | 3                | 4                | 7                | - ITA: Platinasta | Hard Candy                   |
| "Miles Away"                                              | 2008.  | —                | 2                | —                | 21               | 23               | 54               | 11               | 26               | 32               | 39               | | Hard Candy                   |
| "Celebration"                                             | 2009.  | 71               | 1                | 40               | 8                | 5                | 2                | 5                | 1                | 4                | 3                | - ITA: Platinasta | Celebration                  |
| "Revolver" (feat. Lil Wayne)                              | 2009.  | —                | 4                | —                | —                | 47               | 25               | —                | 16               | —                | 130              | - ITA: Zlatna | Celebration                  |
| "—" pjesma nije dospjela na ljestvicu ili nije objavljena |        |                  |                  |                  |                  |                  |                  |                  |                  |                  |                  | |                              |

### 2010-e
| Naziv                                                     | Godina | Najviša pozicija | Najviša pozicija | Najviša pozicija | Najviša pozicija | Najviša pozicija | Najviša pozicija | Najviša pozicija | Najviša pozicija | Najviša pozicija | Najviša pozicija | Certifikacija                  | Album |
| Naziv                                                     | Godina | US               | US Dance         | AUS              | AUT              | KAN              | FRA              | NJEM             | ITA              | ŠVI              | UK               | Certifikacija                  | Album |
| --------------------------------------------------------- | ------ | ---------------- | ---------------- | ---------------- | ---------------- | ---------------- | ---------------- | ---------------- | ---------------- | ---------------- | ---------------- | ------------------------------ | ----- |
| "Give Me All Your Luvin'" (feat. Nicki Minaj & M.I.A.)    | 2012.  | 10               | 1                | 25               | 11               | 1                | 3                | 8                | 2                | 6                | 37               | - US: Zlatna - ITA: Platinasta | MDNA  |
| "Girl Gone Wild"[Q]                                       | 2012.  | —                | 1                | 93               | 62               | 42               | 13               | —                | 4                | 29               | 73               | - ITA: Platinasta              | MDNA  |
| "Turn Up the Radio"                                       | 2012.  | —                | 1                | —                | —                | —                | —                | —                | —                | —                | 175              |                                | MDNA  |
| "—" pjesma nije dospjela na ljestvicu ili nije objavljena |        |                  |                  |                  |                  |                  |                  |                  |                  |                  |                  |                                |       |

Napomene
- A ^  "Everybody" nije ušao na Billboard Hot 100 ali je na Bubbling Under Hot 100 Singles dospio na sedmo mjesto.[60]
- B ^  "Burning Up" je zajedno s "Physical Attraction" kao AA-singl ušao na Hot Dance Club Play.[61]
- C ^  "Holiday" je u UK-u objavljen u tri navrata - 14. siječnja 1984. kada je dospio na šesto mjesto, re-izdanje 30. srpnja 1985. kada se popeo na drugo mjesto, te konačno 4. lipnja 1991. zajedno s The Holiday Collection kada je dospio na peto mjesto britanske ljestvice.[8]
- D ^  "Lucky Star" je originalno objavljen u UK-u u rujnu 1983., ali nije ušao na glanu ljestvicu već je dospio samo do 171. mjesta. Re-izdanjem u ožujku 1984. singl je dospio na 14. mjesto. U SAD-u je ušao na Hot Dance Club Play ljestvicu zajedno s "Holiday" kao AA-singl.[62]
- E ^  "Borderline" je prvotno dospio na 56. mjesto britanske ljesvice, ali je re-izanjem u siječnju 1986. ušao na 2. mjesto.[8]
- F ^  "Crazy for You" je ponovno objavljen u UK 24. veljače 1991. kao "Crazy For You (Remix)", te je bio ujedno i drugi singl s The Immaculate Collection. Oba izdanja su dospjela na 2. mjesto.[8]
- G ^  "Into the Groove" nije komercijalno izdan kao singl u Sjevernoj Americi, niti je uključen na američko izdanje Like a Virgin. Bio je samo dostupan kao B-strana singla "Angel", pa stoga nije mogao ući na Billboard Hot 100 ljestvicu. U Australiji i na Hot Dance Club Play ljestvici je objavljen kao AA-singl s "Angel".[63]
- H ^  A vinil maxi DJ-set remix kompilacije You Can Dance je ušao na Hot Dance Club Play ljestvicu kao "You Can Dance (LP Cuts)", te dospio na prvo mjesto.[1]
- I ^  "Oh Father" je u UK-u objavljen kao drugi singl s kompilacije Something to Remember 27. prosinca 1995.[8]
- J ^  "Keep It Together" je objavljen kao AA-singl s "Vogue" u Australiji. "Vogue" je inače trebala biti B-strana ove pjesme, ali se Warner Bros. predomislio i pjesmu objavio kao samostalan singl nakon što je uvidio potencijal pjesme.[64]
- K ^  "Love Don't Live Here Anymore" je objavljena 10. ožujka 1986. samo u japanu. Verziju iz 1995. je obradio David Reitzas.[65]
- L ^ ^  "Beautiful Stranger" i "American Pie" nisu objavljeni kao komercijalni singlovi u SAD-u.[66]
- M ^  "Hollywood" nije uspio ući na Billboard Hot 100, niti Bubbling Under Hot 100 Singles Chart.[67]
- N ^  "Nothing Fails" nije uspio ući na Billboard Hot 100, niti Bubbling Under Hot 100 Singles Chart.[67] U Australiji je objavljen kao EP te je tako mogao doći samo na ARIA Albums Chart. Dospio je na šesto mjesto ARIA Dance Albums chart u prosincu 2003.[68]
- O ^  "Love Profusion" nije uspio ući na Billboard Hot 100, niti Bubbling Under Hot 100 Singles Chart.[67] Prvo je objavljen u Australiji, Italiji i UK-u 21. studenog 2003. Tek je naknadno objavljen u Sjevernoj Americi i Francuskoj 16. ožujka 2004.[68]
- P ^  "Get Together" i "Jump" nisu ušli na Billboard Hot 100, ali su dospjeli na Bubbling Under Hot 100 Singles Chart na šesto, odnosno peto mjesto. "Get Together" je također dospio na 84. mjesto Pop 100 ljesvice.[69]
- Q ^  "Girl Gone Wild" nije ušao na Billboard Hot 100 ali je dospio na šesto mjesto Bubbling Under Hot 100 Singles Chart.[70]

## Promotivni singlovi
| Godina | Pjesma                       | Napomena |
| ------ | ---------------------------- | --- |
| 1990.  | "Now I'm Following You"      | - Izvorno je trebala biti treći i konačni singl singl s albuma I'm Breathless, ali je otkazan zbog izdavanja kompilacije The Immaculate Collection             |
| 1992.  | "Erotic"                     | - Promotivni Cd uz knjigu Sex 1992. |
| 1995.  | "I Want You"                 | - Izvorno je trebao biti prvi singl s kompilacije Something to Remember, ali je to otkazano zbog problema oko ugovora s Motown Recordsom, vlasnikom prava.     |
| 1997.  | "Buenos Aires" (remix)       | - Pjesma je trebala biti četvrti i konačni singl sa soundtracka Evita. Na Hot Dance Club Play ljestvici je dospjela na 3. mjesto.                              |
| 1998.  | "Sky Fits Heaven" (remix)    | - Pjesma sa studijeskoj albuma Ray of Light. Izdana kao B-strana singla "Drowned World/Substitute For Love". Na Hot Dance Club Play je dospjela na 41. mjesto. |
| 2001.  | "Impressive Instant" (remix) | - Pjesma s albuma Music. Dospjela je na vrh Hot Dance Club Play ljestvice.                                                                                     |
| 2001.  | "GHV2 Megamix"               | - Ovo je bio remix koji se sastojao od dijelova pjesmam za kompilaciju GHV2. Na Hot Dance Club Play ljestvici je dospjela na 5. mjesto.                        |
| 2003.  | "Nobody Knows Me" (remix)    | - S albuma American Life. Na Hot Dance Club Play ljestvici je dospjela na 4. mjesto.                                                                           |
| 2005.  | "Mother and Father" (remix)  | - S albuma American Life. Na Hot Dance Club Play ljestvici dospjela na 9. mjesto.                                                                              |